# 吴江 (剧作家)
吳江（1949年4月—2022年10月12日），中國剧作家，一級編劇，無黨派人士，研究生学历，2000年起出任中國國家京劇院（原中國京劇院）院長。
北京戲曲學校（中專文化）、北京大學中文系、中國藝術研究院研究生畢業。
曾任北京市人民政府文化局藝術處處長、局長助理、副局長等公職。
他的得獎編劇作品有《文成公主》等。